# 野崎京子
野崎 京子（のざき きょうこ、1964年〈昭和39年〉2月9日 - ）は、日本の化学者。専門は、有機金属化学・高分子化学。学位は、工学博士（京都大学・1991年）。東京大学大学院工学系研究科化学生命工学専攻教授。同学部における初の女性教授である。父は、日本の有機化学研究を牽引した野崎一（京都大学名誉教授）。

## 略歴
大阪府に有機化学者・野崎一の三女として生まれる。1979年大阪教育大学教育学部附属池田中学校卒業。1982年大阪教育大学教育学部附属高等学校池田校舎卒業。1986年京都大学工学部工業化学科卒業。1988年京都大学大学院工学研究科修士課程修了。1991年京都大学大学院工学研究科博士後期課程修了、学位論文「Studies on Triethylborane Induced Radical Reactions with Hydrides of Group 14 Elements(トリエチルボランを開始剤とする第14族金属ヒドリドのラジカル反応に関する研究)」で工学博士の学位を取得（内本喜一朗教授）。米国カリフォルニア大学バークレー校留学。

### 年譜
- 1991年 - 京都大学工学部工業化学科助手
- 1996年 - 京都大学大学院工学研究科材料化学専攻助手
- 1999年 - 京都大学大学院工学研究科材料化学専攻助教授
- 2002年 - 東京大学大学院工学系研究科化学生命工学専攻助教授
- 2003年 - 東京大学大学院工学系研究科化学生命工学専攻教授（現職）

## 研究領域
有機金属化学、特に重合触媒の研究で知られる。二酸化炭素をモノマーとして取り込む高分子の合成法は、グリーンなプロセスへの端緒として注目を浴びた。

## 受賞歴・栄典
- 2003年（平成15年） - OMCOS　有機金属化学賞
- 2004年 - 高分子学会Wiley賞
- 2006年 - 日本IBM科学賞
- 2008年 - 猿橋賞、向山賞
- 2009年 - 三井化学触媒科学賞、名古屋シルバーメダル
- 2015年 - アーサー・K・ドーリットル賞（アメリカ化学会）
- 2020年（令和2年） - 東レ科学技術賞
- 2021年 - ロレアル-ユネスコ女性科学賞
- 2022年 - 紫綬褒章[4][5]

ほか

## 編著
- 檜山爲次郎; 野崎京子『有機合成のための触媒反応103』東京化学同人、2004年3月。ISBN 4-8079-0586-4。
- 檜山爲次郎; 野崎京子; 中尾佳亮; 中野幸司『有機合成のための新触媒反応101』東京化学同人、2021年11月。ISBN 978-4-8079-2005-1。